# Convoluta philippinensis
Convoluta philippinensis är en plattmaskart som beskrevs av Bush 1984. Convoluta philippinensis ingår i släktet Convoluta och familjen Convolutidae. Inga underarter finns listade i Catalogue of Life.